# Due settimane d'amore
Due settimane d'amore (Two Weeks with Love) è un film del 1950, diretto da Roy Rowland.

## Trama
La famiglia Robinson va in vacanza al mare, durante la villeggiatura si manifesteranno, in un clima da commedia musicale, gli scontri fra la figlia Patti ed il padre che ancora la vede troppo giovane per i ragazzi.